# Constantin C. Pastia
Constantin C. Pastia (1883 - 1926) a fost un medic român cunoscut în special datorită descrierii semnului lui Pastia (sau semnul Grozovici-Pastia).
A făcut studiile medicale la Facultatea de Medicină din București și a pregătit teza de doctorat în medicină cu titlul „Opsoninele și metoda opsonică în febra tifoidă. Influența câtorva substanțe medicamentoase asupra puterei opsonice (cercetări clinice și experimentale)” în Laboratorul de Medicină Experimentală al profesorului Cantacuzino și în Clinica Medicală a profesorului Nanu-Muscel, teză pe care a susținut-o în 1910. A studiat bolile infecțioase și a lucrat la Spitalul Colentina.
Semnul lui Pastia (cunoscut și ca semnul Grozovici-Pastia sau semnul lui Thomson) este un eponim ce desemnează un mod de prezentare a exantemului în scarlatină sub forma unor linii hemoragice așezate transversal la nivelul plicilor de flexie ale membrelor.